# Diospyros bernieriana
Diospyros bernieriana là một loài thực vật có hoa trong họ Thị. Loài này được (Baill.) H.Perrier mô tả khoa học đầu tiên năm 1952.